# Wolfgang Güllich
Pour les articles homonymes, voir Gülich.
Wolfgang Güllich, né le 24 octobre 1960 à Ludwigshafen en Allemagne et mort le 31 août 1992 est un grimpeur professionnel allemand. 
Considéré comme l'un des meilleurs grimpeurs de tous les temps,,,, il repousse à quatre reprises les limites de la difficulté en escalade en établissant de nouvelles cotations dans la discipline : 8b (1984), 8b+ (1985), 8c (1987) et 9a (1991). Cette dernière fait de lui le premier grimpeur à atteindre le neuvième degré. Il est aussi particulièrement apprécié pour son désir de relever le niveau de difficulté, sa polyvalence lors de réalisations extrêmes en escalade libre et en alpinisme, ainsi que pour sa personnalité.

## Biographie

### Débuts et premiers exploits en escalade
À 13 ans, Wolfgang Güllich découvre l'escalade sur les rochers du Palatinat rhénan (Südpfalz). Il devient rapidement l'un des meilleurs grimpeurs de la région et, à 16 ans, il fait la première ascension en libre de Jubiläumsriss, (VII-/6b). Un an plus tard, en 1978, il réalise la première ascension de Superlative(VIII/7a) toujours dans le Palatinat. 
En 1979, il se rend pour la première fois aux États-Unis, réalisant la répétition de Supercrack(5.12c/7b) aux Shawangunks ainsi que Crimson Cringe et Astroman au Yosemite. Il côtoie les meilleurs grimpeurs américains du moment, notamment John Bachar et Toni Yaniro. En 1982, il retourne aux États-Unis et réussit la première répétition de la voie de Yaniro : Grand Illusion (5.13b/c 8a/8a+), la voie la plus difficile au monde à cette époque.

### Dépasser les limites de la difficulté
En 1984, il réalise la première voie cotée 8b de l'histoire de l'escalade, Kanal Im Rücken dans la vallée de l'Altmühl. En avril 1985, il établit une nouvelle cotation dans la difficulté en grimpant le premier 8b+: Punks in The Gym, aux Monts Arapiles en Australie. La voie avait été équipée et travaillée par le suisse Martin Scheel, il avait alors cassé une écaille qu'il avait remplacé par une prise taillée. Güllich évalue sa cotation à 8b/8b+ (31/32 selon le système australien). Stefan Glowacz la répète un an après en confirmant la cotation à 32. la troisième répétition est celle de Jerry Moffatt en 1991, qui confirme aussi l'évaluation de Güllich à 8b+. La prise taillée fut elle aussi cassée et remplacée par une réplique collée. La cotation a parfois été revue à la baisse de 32 à 31 en cotation australienne, peut-être à cause de cette prise.
Il participe en 1985 à la première compétition d'escalade internationale d'Europe occidentale, à Bardonnèche, mais ne poursuit pas la compétition.
En 1986, il se blesse au dos en tombant dans Master's Edge (6c), à Millstone Quarry au Peak District en Angleterre, une voie sur coinceurs cotée E7-6c en cotation britannique, ouverte par Ron Fawcett en 1983. 
La même année, il enchaîne en solo intégral Separate Reality au Parc national de Yosemite. Cette voie ouverte en 1973 par Ron Kauk, cotée 5.11d (7a/7a+), présente un toit de six mètres d'avancée traversé par une fissure, surplombant de 200 mètres la Merced River. Cette réalisation et surtout les photos faites par Heinz Zak, montrant Güllich, suspendu torse-nu à l'extrémité du toit, avec juste un short léopard et un sac à magnésie rose, marqueront l'escalade des années 1980. Heinz Zak, réalisa le deuxième solo de la voie en mai 2005, suivi par Dean Potter en 2006.
En 1987, Güllich augmente d'un nouveau degré la cotation en escalade en réalisant Wallstreet au Frankenjura,Allemagne, le premier 8c de l'histoire de l'escalade. Cependant, cette réalisation sera à l'origine d'une polémique: Güllich ayant bouché un trou menaçant à l'origine de s'agrandir, il fera de même avec un autre trou servant de prise, augmentant la difficulté de la voie, à l'origine cotée X-/X (8a+/8b).
Les premières ascensions en libre, de voies dans le Karakoram telles que Eternal Flame (IX A2) (tours de Trango) et Riders on the Storm (IX A3), dans les montagnes de Patagonie, démontrent que Wolfgang n'est pas qu'un simple grimpeur de falaise. Il devient respecté dans le milieu de l'alpinisme grâce à ses réalisations avec son ami Kurt Albert :
- Free ascent of Yugoslavian route sur la tour sans nom (Nameless Tower, tours de Trango) en 1988 ;
- Eternal Flame sur la tour sans nom (Nameless Tower, tours de Trango) en 1989 ;
- Riders on the Storm sur la tour Centrale de Paine (Torre Central de Paine, massif del Paine) en 1991 ;

En 1990, il se fiance avec Annette et le couple se marie un an plus tard.

### Le neuvième degré
Le 14 septembre 1991, Wolfgang Güllich enchaîne Action Directe à Waldkopf, dans le Frankenjura. Originellement cotée 8c+/9a (UIAA XI, 5.14c/d) par Güllich, la voie sera considérée et acceptée par le milieu de l'escalade comme le premier 9a de l'histoire ,.
Pour cette réalisation qui lui a demandé des mois d'entraînement, il a inventé un outil d'entraînement: le pan Güllich, une planche munie de réglettes en bois permettant le travail intensif de mouvements d'escalade difficiles.
Il est appelé sur le tournage de Cliffhanger : Traque au sommet pour doubler, avec Ron Kauk, les scènes de grimpe de Sylvester Stallone.

### Décès
Le 29 août 1992, Wolfgang est victime d'un accident de voiture entre Munich et Nuremberg. Il s'endort au volant et sa BMW quitte la route et s'écrase contre le béton d'un bassin de rétention des eaux. Deux jours plus tard, il meurt à l'hôpital de Ingolstadt, sans jamais avoir repris conscience. On a mis sa fatigue sur le compte des nombreuses sollicitations des médias à la suite de sa popularité grandissante après sa participation à Cliffhanger[réf. souhaitée].

## Réalisations remarquables
Güllich a été l'un des précurseurs majeurs du haut niveau en escalade. Nul autre n'a réussi autant de fois que lui une nouvelle cotation. À l'exception de la voie de Ben Moon, Hubble, le premier 8c+, Wolfgang a ouvert à quatre reprises une nouvelle difficulté dans l'échelle des cotations :
- le premier 8b (5.13d) : Kanal im Rücken, 1984 ;
- le premier 8b+ (5.14a/b) : Punks in the Gym, Australie, avril 1985 ;
- le premier 8c (5.14b) : Wallstreet, 1987 ;
- le premier 9a (5.14d) : Action Directe, août-septembre 1991.

### Ouvrages utilisés pour la rédaction de l'article
- (en) Jeff Achey, Dudley Chelton et Bob Godfrey, Climb! : The History of Rock Climbing in Colorado, Seattle, Mountaineers Books, 2002, 2e éd. (1re éd. 1977), 255 p. (ISBN 978-0-89886-876-0, OCLC 48613854, lire en ligne)
- (de) Tilmann Hepp, Wolfgang Güllich : Leben in der Senkrechten : eine Biographie, Rosenheim, Rosenheimer, 1993, 141 p. (ISBN 978-3-475-52747-0, OCLC 34746675)

### Autres ouvrages sur le sujet
- (de) Wolfgang Güllich, Gerhard Heidorn et Andreas Kubin, Sportklettern heute : Technik, Taktik, Training, Munich, Bruckmann, coll. « Bergsteiger Praxis », 1986, 192 p. (ISBN 978-3-7654-2053-5, OCLC 256291218)
- (de) Wolfgang Güllich et Heinz Zak, High Life : sportklettern weltweit, Munich, Rother, 1987, 215 p. (ISBN 978-3-7633-7240-9, OCLC 30645433)